# Mladost na stopnicah
Mladost na stopnicah je mladinski roman, ki ga je napisal slovenski pisatelj Anton Ingolič. Izšel je leta 1962. Roman opisuje pot vihravega mladostnega dozorevanja najstnika Cirila, ki je aktualna tudi za današnjega mladostnika, kljub temu, da se zgodba odvija v zgodnjih šestdesetih letih dvajsetega stoletja. 

## Vsebina
Osrednja oseba romana je Ciril Ogrin, sedemnajstletni fant, ki živi z bolehno mamo v skromnem stanovanju v Ljubljani. Pogrešata očeta, ki je umrl v koncentracijskem taborišču Buchenwald. Nemiren in negotov najstnik zaide v slabo družbo, prične zanemarjati šolske obveznosti. Materini nasveti in prošnje ga ne prepričajo več. Zapustiti mora gimnazijo, ne zdrži niti v ključavničarski delavnici. Po krajši zaposlitvi na bencinski črpalki se odloči, da se bo v avtomehanični delavnci izučil za avtomehanika. Tam spozna mehanika Zevnika, ki ga nauči voziti avto. Ugotovi tudi, da Zevnik goljufa in krade, vendar ga ne obsoja, saj je le-ta do njega prijazen in ga nauči tudi nekaj koristnih stvari. Hodi z Gino, lahkoživim in koristoljubnim dekletom. V avtomehanični delavnici tako ukrade službeni avto in jo odpelje na morje. Na poti nazaj pa se jima zgodi nesreča: na avtu poči guma, pri čemer se podvozje nepopravljivo poškoduje, in moreta več nikamor. Gina se kmalu odpelje z motoristom in pusti Cirila samega, le-ta pa preostalo pot do delavnice preteče, tam pa vse prekrške prizna mojstru Hrenu. Obratovodja delavnice nato Cirila prijavi, a je sodišče do njega prizanesljivo in mu določi socialno delavko za pomoč pri vzgoji, poravnati pa mora tudi škodo, ki jo je povzročil v mehanični delavnici. 
Ciril po naključju odkrije, da je odličen tekač (spre se z nogometno ekipo in za poskus tekmuje s tekači, ki pritečejo mimo) in prične trenirati atletiko. Skupaj z Dušanom, študentom arhitekture, večkrat teče ob Savi. Zbliževati se prične z dijakinjo Katjo, sestro enega od bivših sošolcev, in njeno družbo, v kateri se dobro počuti. Ko Cirilova mama po dogodkih v delavnici Gini odpove stanovanje, Ciril poskrbi, da se vanj vselita dva poročena študenta, sicer Dušanova prijatelja; pri čemer je "njen" oče Cirilov bivši profesor nemščine. Nekako v istem času Cirilovi bivši sošolci ustanovijo zadrugo, da bi zaslužili s popravilom in prodajo karambolianega dostavnega avta, kar jim s Cirilovo pomočjo (pregovori ga prav Katja) tudi uspe. Z njim se sošolci odpeljejo tudi na končni izlet na morje, a med potjo jim avto odpove, in jih morata Ciril in Katja rešiti. Skupaj nato nadaljujejo pot, in na morski obali se Katja in Ciril prvič poljubita. 
Na koncu Ciril z mislijo na pokojnega očeta zmaga na atletskem tekmovanju v Nemčiji. Spremlja ga tudi mama, ki naposled obišče kraj, kjer je umrl njen mož in najde svoj mir. 
Ciril po vseh teh življenjskih preizkušnjah postane bolj odgovoren in samozavesten. V viharnem mladostništvu se je s pomočjo prijateljev, socialne delvake in mame uspel rešiti iz nevarnih stran poti in našel pravo pot. 

## Izdaje in prevodi
- Slovenski izvirnik iz leta 1962 (COBISS)
- Druga slovenska izdaja iz leta 1972 (COBISS)
- Tretja slovenska izdaja iz leta 1973 (COBISS)
- Četrta slovenska izdaja iz leta 1976 (COBISS)
- Peta slovenska izdaja iz leta 1979 (COBISS)
- Šesta slovenska izdaja iz leta 1983 (COBISS)
- Sedma slovenska izdaja iz leta 1998  (COBISS)

## Priredbe
Po romanu je bila posneta TV nadaljevanka v režiji Franceta Štiglica. Televizijska priredba je nastala leta 1973. 